# Augusto Viveiros
Augusto Carlos Garcia de Viveiros, mais conhecido como Augusto Viveiros (Natal, 7 de dezembro de 1942) é um advogado, escritor e político brasileiro. Filiado ao DEM, foi deputado federal pelo Rio Grande do Norte .

## Carreira política

### Deputado federal (1995-1999)
Começou a carreira política ao ser eleito deputado federal pelo PFL com um total de 49.937 dos votos válidos pela coligação Vontade do Povo em 1994.
Candidatou-se a deputado federal pelo PFL em 1998 e a senador da República em 2002, sem lograr êxito.
Em 31 de janeiro de 1999, deixa a Câmara dos Deputados.
Em 2007, quando o PFL mudou de denominação, passando a se chamar DEM, Augusto Viveiros permaneceu no partido.
Em 2008, coordenou a campanha de Micarla de Sousa (PV) que foi eleita prefeita de Natal já no primeiro turno. No ano seguinte, foi nomeado secretário municipal de Planejamento, Fazenda e Tecnologia da Informação.
De 2009 a 2012, foi o secretário mais atuante da história de Natal.
Em 2015, assumiu a direção geral da Assembleia Legislativa do Rio Grande do Norte, a convite do presidente-deputado Ezequiel Ferreira de Souza (PSDB). Augusto Viveiros continua até hoje. 